# راس الوادي (حبيش)

تعديل مصدري - تعديل

راس الوادي محلة تابعة لقرية النقطة، التابعة لعزلة الناحية بمديرية حبيش إحدى مديريات محافظة إب في الجمهورية اليمنية، بلغ تعداد سكانها 27 حسب تعداد اليمن لعام 2004.